# حشره‌خوار پشت‌راه‌راه
 حشره‌خوار پشت‌راه‌راه (نام علمی: Sorex cylindricauda) نام یک گونه از سرده حشره‌خوارهای دم‌دراز است.